# Marilynia bicolor littoralis
Marilynia bicolor littoralis is een spinnenondersoort in de taxonomische indeling van de kaardertjes (Dictynidae).
Het dier behoort tot het geslacht Marilynia. De wetenschappelijke naam van de soort werd voor het eerst geldig gepubliceerd in 1959 door J. Denis.